# Grän
Grän é um município da Áustria, situado no distrito de Reutte, no estado do Tirol. Tem 20,9 km² de área e sua população em 2019 foi estimada em 599 habitantes.